# Krowiakowate
Krowiakowate (Paxillaceae Lotsy) – rodzina grzybów z rzędu borowikowców (Boletales).

## Charakterystyka
Grzyby kapeluszowe, częściowo mykoryzowe, wytwarzające naziemne, czasem nadrzewne owocniki z hymenoforem blaszkowym. Blaszki hymenoforu są wąskie, zbiegające, o zabarwieniu żółtym, pomarańczowym lub brązowym i często, szczególnie przy trzonie, połączone są anastomozami. Zarodniki krowiakowatych są gładkie lub brodawkowane, a ich wysyp jest barwy od jasnokremowej do brązowej.

## Systematyka
Pozycja w klasyfikacji według Index Fungorum: Paxillaceae, Boletales, Agaricomycetidae, Agaricomycetes, Agaricomycotina, Basidiomycota, Fungi.
Według Index Fungorum bazującego na Dictionary of the Fungi do rodziny Paxillaceae należą rodzaje:
- Alpova C.W. Dodge 1931
- Austrogaster Singer 1962
- Gyrodon Opat. 1836 – lejkoporek, zębiak
- Hydnomerulius Jarosch & Besl 2001
- Hoehnelogaster Lohwag 1926
- Hydnomerulius Jarosch & Besl 2001 – kolcostroczka
- Meiorganum R. Heim 1966
- Melanogaster Corda 1831 – czarnobrzuszek
- Neoalpova Vizzini 2014
- Paragyrodon (Singer) Singer 1942
- Paralpova Cabero & P. Alvarado 2020
- Paxillus Fr. 1836 – krowiak

Nazwy polskie według W. Wojewody z 2003 r. i Komisji ds. Polskiego Nazewnictwa Grzybów przy Polskim Towarzystwie Mykologicznym.